# Превземане на Лас Тунас
Превземането на Лас Тунас е част от Кубинската война за независимост. Продължава от 27 до 30 август 1897 г. в Лас Тунас, Ориенте.

## Превземането
В последните дни на август 1897 г. силите, командвани от генерал-лейтенант Каликсто Гарсия, обсаждат важния военен площад Виктория де Лас Тунас, който е почти необитаем, тъй като повечето от жителите му бягат в джунглата.
След три дни кървава битка кубинските сили успяват да накарат испанския гарнизон да се предаде и да превземат площада, след което го подпалват, но не и преди да конфискуват важни складове с оръжия и боеприпаси, както и храна и лекарства. Загубите в битката се състоят от 29 убити и 60 ранени за кубинците и 161 убити, 176 ранени и 409 пленени от испанците.

## Последица
Превземането на Лас Тунас представлява много важна военна победа за Кубинската освободителна армия, както и деморализиращо поражение за испанската армия. На медийно ниво това служи за дискредитиране на пропагандната кампания, която капитан генерал Валериано Вейлер провежда относно неговото предполагаемо „умиротворяване“ на Куба и предполагаемия „успех“ на неговата внушаваща страх армия. Това представлява едно от последните испански военни поражения, преди освобождаването на Вейлер от поста глава на Куба и обнародването през ноември същата година на Автономната харта, която се опитва да успокои вълненията за независимост чрез предоставяне на автономия, нещо, което не проработва. Испания губи Куба, Пуерто Рико, Филипините и Гуам през 1898 г. от Съединените щати.